# Gregorio Conti (mafioso)
Gregorio Conti (Comitini, 17 marzo 1874 – Pittsburgh, 24 settembre 1919) è stato un mafioso italiano, potente boss della famiglia mafiosa di Pittsburgh degli anni dieci.

## Biografia
Gregorio Conti decide di emigrare all'inizio del Novecento dalla Sicilia per l'America, stabilendosi nella città di Pittsburgh assieme a suo nipote Giuseppe Cusumano.
Conti e Cusumano come attività legali aprirono un negozio all'ingrosso di vino e liquori nel quartiere siciliano della città, e come attività illegali si occuparono di racket come estorsioni e gioco d'azzardo. Nel 1915 Conti diviene il boss incontrastato della Famiglia di Pittsburgh.
Un anno dopo all'interno della "Famiglia" scoppia una faida con un'altra fazione rivale, e Conti incarica il suo capodecina di fiducia Nick Gentile, ed i suoi uomini di reprimere la rivolta con omicidi mirati. Gregorio Conti guiderà la Famiglia di Pittsburgh, fino al 1919 anno della sua morte. Gli succederà il suo "consigliere", l'anziano boss Salvatore Calderone.

## Mafiosi associati
Conti aveva rapporti di affari e alleanza con i seguenti mafiosi:
- Pittsburgh
  - Giuseppe Cusumano, suo nipote
  - Nick Gentile
  - Salvatore Calderone
  - Stefano Monastero
  - Giuseppe Siragusa
  - John Bazzano
  - Vincenzo Capizzi
- Scranton
  - Santo Volpe
  - Stefano La Torre